# Sin ti no puedo
Sin ti no puedo je španělsko-mexický hraný film z roku 2022, který režíroval Chus Gutiérrez. Snímek měl světovou premiéru na filmovém festivalu v Málaze dne 19. března 2022.

## Děj
Alex a David žijí spolu v Madridu a chtěli by společně vychovávat dítě, ale sehnat náhradní matku je komplikované. Když se nečekaně objeví Davidova sestra Blanca, zdá se být problém vyřešen, je totiž ochotná odnosit jim dítě. Zatímco Alex je nadšený, David je vůči sestře, se kterou se 15 let neviděl, ostražitý a rezervovaný. Postupně vychází najevo, že Blanka je bývalá narkomanka, která byla odsouzena za vraždu svých rodičů. Alex se nicméně snaží zjistit, co se doopravdy před mnoha lety stalo.

## Obsazení
| Mauricio Ochmann   | David                 |
| Maite Perroni      | Blanca                |
| Alfonso Bassave    | Alex                  |
| Pedro Casablanc    | Ángel                 |
| Elena Irureta      | Maite                 |
| Juan Vera          | mladý David           |
| Lucía de la Fuente | mladý Blanca          |
| Carlos Olalla      | otec Davida a Blancy  |
| Mercedes Hoyos     | matka Davida a Blancy |
| Ingrid Palomares   | Alegra                |
| Rubén Ochandiano   | Rafa                  |
| Jorge Motos        | mladý Rafa            |